# V3890 Sagittarii
V3890 Sagittarii, eller Nova Sagittarii 1962, är en av cirka 10 kända rekurrenta novor i Vintergatan. Den ligger i Skyttens stjärnbild och upptäcktes på fotografiska plåtar 1973 av den amerikanska astronomen Harriet Dinerstein. Den har haft utbrott i maj eller juni 1962, april 1990 och 27 augusti 2019.
Stjärnan är normalt av visuell magnitud +18,4 och har vid utbrott nått magnitud 7. V3890 Sgr är en dubbelstjärna som består av en vit dvärg och en orange eller röd jätte.